# Loxia megaplaga
Il crociere di Hispaniola (Loxia megaplaga Riley, 1916) è un uccello passeriforme della famiglia dei Fringillidi.

## Etimologia
Il nome scientifico della specie, megaplaga, deriva dalla parola greca πλαγιος (plagios, "incurvato") col prefissoide (anch'esso di origine greca) mega-, col significato di "molto incurvato", in riferimento alla conformazione del becco di questi uccelli.

## Descrizione

### Dimensioni
Taglia media 15–16 cm di lunghezza, e 26,7-30,4 grammi di peso.

### Aspetto
Si tratta di uccelli dall'aspetto robusto e massiccio, muniti di grossa testa squadrata con inconfondibile becco incrociato, ali appuntite e coda dalla punta lievemente forcuta. Nel complesso, il crociere di Hispaniola risulta molto simile all'affine crociere fasciato (del quale veniva in passato considerato una sottospecie), dal quale si distingue per la colorazione più scura ed il becco più grosso e tozzo.
Il piumaggio presenta dimorfismo sessuale ben evidente: nei maschi testa, dorso e petto sono di colore rosso-arancio scuro, che sfuma nel grigio su ventre e fianchi, mentre il sottocoda è grigio-biancastro con sfumature gialle e ali e coda sono nere, le prime con presenza di due bande trasversali sulle copritrici. Nelle femmine manca il pigmento rosso, sostituito dal verdastro o dal giallastro. In ambo i sessi il becco è nerastro con orli più chiari e tendenti all'avorio, gli occhi sono di colore bruno scuro e le zampe sono di color carnicino-nerastro.

## Biologia
Si tratta di uccelli diurni e piuttosto schivi, che vivono in coppie e si riuniscono in gruppi durante la ricerca del cibo.

### Alimentazione
La dieta di questi uccelli si compone in maniera quasi esclusiva dei pinoli del pino di Hispaniola, che vengono estratti con perizia dalle pigne servendosi del forte becco appositamente modificato (che viene utilizzato per divaricare le scaglie) e della lingua muscolosa. Molto verosimilmente i crocieri di Hispaniola si nutrono anche di bacche e piccoli insetti.

### Riproduzione
La stagione riproduttiva va da dicembre ad aprile: le coppie (si tratta di uccelli monogami) collaborano nell'allevamento della prole, con la femmina che si occupa di costruire il nido (a forma di coppa, ubicato fra i rami di una conifera e composto di fibre vegetali e rametti intrecciati, con l'interno foderato di piumino e lanugine) e di covare per circa due settimane le 2-4 uova, mentre il maschio nutre la compagna e collabora con lei alle cure parentali verso i nidiacei, i quali, ciechi ed implumi alla schiusa, s'involano verso le tre settimane di vita, sebbene non si rendano generalmente del tutto indipendenti prima del mese e mezzo d'età.

## Distribuzione e habitat
Come intuibile dal nome comune, il crociere di Hispaniola è endemico dell'omonima isola nelle Grandi Antille, della quale popola con areale molto frammentato le poche zone intatte di foresta montana a prevalenza di pino di Hispaniola rimaste, nel centro e nel sud dell'isola, oltre che sul Massif de la Hotte nel sud-ovest dell'isola, sulla penisola di Tiburon.

## Tassonomia
In passato, il crociere di Hispaniola veniva considerato una sottospecie del crociere fasciato, col nome di L. lucoptera megaplaga: tuttavia, pur condividendo alcuni tratti morfologici, le due specie occupano areali distanti fra loro migliaia di chilometri. Attualmente, si è propensi a pensare che il crociere di Hispaniola discenda da una popolazione di crociere fasciato vissuta nella zona e rimasta isolata sulle montagne con l'aumento delle temperature successivo alla fine dell'ultima era glaciale, circa 10.000 anni fa.

## Conservazione
La Lista rossa IUCN classifica Loxia megaplaga come specie in pericolo di estinzione (Endangered).